# HMS E29
HMS E29 – brytyjski okręt podwodny typu E. Zbudowany w latach 1914–1915 w Armstrong Whitworth, Newcastle upon Tyne. Okręt został wodowany 1 czerwca 1915 roku i rozpoczął służbę w Royal Navy w październiku 1915 roku pod dowództwem Lt. Cdr. Herberta Shove’a. 
W 1916 roku należał do Dziewiątej Flotylli Okrętów Podwodnych (9th Submarine Flotilla) stacjonującej w Harwich.
E29 został sprzedany 21 lutego 1922 roku i zezłomowany.